# Fudbalski Klub Modriča
Il FK Modriča Maxima è una squadra di calcio bosniaca che gioca nella città di Modriča, in Republika Srpska. Il club è stato fondato nel 1992 ed attualmente gioca nella Prva Liga. La squadra gioca presso il Modrica Maxima Stadium ed è sponsorizzata da una raffineria di petrolio della stessa città.
Il primo grande successo del club è avvenuto nella stagione 2003-04 quando ha vinto la coppa nazionale. Grazie a questa vittoria il Modriča si è qualificato per la Coppa UEFA 2004-2005. La sua prima partita in Europa l'ha giocata contro il FC Santa Coloma di Andorra vincendo sia il turno di andata che di ritorno ma è stato successivamente eliminato dal Levski Sofia. Il più grande successo del Modriča è arrivato nella stagione 2007-2008 con la vittoria del campionato bosniaco, che ha portato alla sua prima qualificazione nella UEFA Champions League 2008-2009.

## Storia
Le origini del calcio a Modrica risalgono al 1921.
I primi calci ad un pallone sono stati portati da Praga dallo studente Djoka Petrovic. La prima squadra di calcio fe fondata nel 1922. Il club originariamente era chiamato "Rogulj", ma presto cambiò il suo nome in "Zora". Nei primi anni di attività non ha svolto competizioni ufficiali - solo amichevoli partite giocate tra squadre di località limitrofe, e i giocatori acquistavano le loro attrezzature sportive da soli. La prima partita ufficiale dello Zora è stata giocata nel 1923 contro il "Bosanac", di Bosanski Samac, che finì in un pareggio per 2-2.
Lo Zora continuò l'attività fino al 1927, quando le autorità vietarono la sua attività. Poco dopo, tuttavia, è stato fondato un altro club con il nome di "Olimpija", che poi cambiò nome nel 1938 in "Football Club Dobor". Dopo lo scoppio della guerra tutte le attività sportive cessarono, e solo quando la guerra finì, nel mese di agosto 1945, fu fondata una nuova squadra di calcio, denominata "Sloga". Il club più tardi cambiò il proprio nome in "Napredak" fino a quando non ottenne finalmente il nome di "Modriča".
I maggiori successi del club durante gli anni della ex-Jugoslavia sono stati nella stagione 1968-69, quando ha raggiunto il primo posto e il titolo di campione dilettante della Bosnia ed Erzegovina, e il secondo posto nel torneo per titolo di campione dilettante della Iugoslavia.
La stagione 2003-2004 ha visto il Modriča partecipare per la prima volta alla Serie A Bosniaca. La stessa stagione ha visto il Modriča sollevare la Coppa della Bosnia ed Erzegovina il 26 maggio 2004.

## Palmarès

### Competizioni nazionali
- Campionato bosniaco: 1

2007-2008
- Coppa di Bosnia: 1

2003-2004
- Prva liga Republike Srpske: 1

2002-2003
- Kup Republike Srpske: 1

2006-2007